# 重庆市第二十九中学校
重庆市第二十九中学校，简称二十九中，是重庆市首批联招中学，市级重点中学。前身是四川省立第二女子师范学校，1919年又成立重庆留法勤工俭学预备学校。